# Anolis websteri
Anolis websteri (жовточеревий пустельний аноліс) — вид ігуаноподібних ящірок родини анолісових (Dactyloidae). Ендемік Гаїті.

## Поширення і екологія
Жовточереві пустельні аноліси мешкають на північному заході острова Гаїті. Вони живуть акацієвих чагарникових заростях і сухих тропічних лісах.